# Handgemahl
Mit Handgemahl bezeichnete man im Mittelalter zumeist ein nicht veräußerbares Gut, von dem ein freier Mann seine Herkunft und vermutlich auch seinen Namen ableitete. Im Gerichtsbezirk, in dem dieses Gut lag, lag auch das für ihn zuständige Heimatgericht, vor dem er sich verantworten musste.

## Stammsitz
Die älteste Erwähnung findet sich in der Weihnachtsgeschichte in dem um 830/40 geschriebenen Heliand in den Versen 346 (hier abgebildet) und 360 mit der Schreibweise handmahal.

## Hausgut
Neben dem Sachsenspiegel sind bayerische Quellen wichtig für die Überlieferung des Begriffs. Das Salzburger Urkundenbuch berichtet von drei Fällen aus den Jahren 925 bis 927, in denen jeweils eine Person über ein Grundstück verfügt, dabei aber einen Teil des Grundstücks ausdrücklich ausnimmt. Dieser ausgenommene Teil heißt „hantkimahili“ oder „handgimali“.
Im bayerischen Codex Falkensteinensis aus dem 12. Jahrhundert kommt das Handgemahl als ein Gut vor, „quod teutonica lingua handgemalehe vocatur ..., id est nobilis viri mansus“ (…das in deutscher Sprache „Handgemalehe“ genannt wird…, das ist der Hof eines edlen Mannes).  Es wird hier auch als „predium libertatis“, als Gut der Freiheit bezeichnet. Der Besitz  dieses Handgemahls schützt den Mann vor der Unfreiheit. Es scheint so, als ob hiermit das gleiche gemeint ist wie mit dem Begriff Allod.
Kennzeichnend für die Bedeutung des Handgemahls ist der Fall, bei dem Kaiser Friedrich I. im Jahr 1180 den Herzog Heinrich den Löwen mit Acht und Bann belegte und ihm alle seine Besitztümer entzog. Was er ihm nicht nehmen konnte, war sein frei verfügbares Eigentum, in diesem Fall seinen Besitz in der unmittelbaren Umgebung von Braunschweig, sein unmittelbares Hausgut.

## Gerichtssitz
Im Sachsenspiegel wird festgelegt, in welchem Gericht sich ein Mann zu verantworten hatte. Es war dasjenige Gericht, in dessen Gerichtsbezirk sein Handgemahl, also sein Hausgut, lag. Es bedeutete für den einzelnen einen Schutz, dass er nicht vor ein beliebiges Gericht gezogen werden konnte. Für viele Menschen traf diese Regelung aber schon im 13. Jahrhundert, als der Sachsenspiegel entstand, nicht mehr zu. Dies galt vor allem für die Bürger in den Städten, die ihre Herkunft nicht mehr auf ein auf dem Lande liegendes Hausgut zurückführen konnten. Um sie vor willkürlichen Gerichtszitierungen außerhalb der Stadtmauern zu schützen, erhielten viele Städte im 13. und 14. Jahrhundert das „ius de non evocando“. Die Bürger hatten sich von nun an nur noch vor städtischen Gerichten oder vor ihrem Landesherrn zu verantworten. Die ursprüngliche Bedeutung von Handgemahl ging allmählich verloren und geriet damit offensichtlich immer mehr in Vergessenheit. Gegen Ende des 16. Jahrhunderts ist es in einem nachweisbaren Fall nur noch der Eigenname für ein ganz bestimmtes Haus und den dazugehörigen Garten.

## Belegte Quellen
Aus dem Deutschen Rechtswörterbuch
- Herkunft:
  - „sien hantgemal, daz ist sine rechte stat, do er von geboren is“ (Datierung: Ende 14. Jh. Fundstelle: Das Sächsische Weichbildrecht, hrsg. von A. von Daniels, Berlin 1858, Spalte 329.)
- Gerichtssitz:
  - „in deme gerichte mût her aber antwarden, dâ sîn hantgemâl leget binnen; hât der schepenen stûl dâ, her is dâ ouch dingplichtich“ (Datierung: 1224/25 Fundstelle: Sachsenspiegel, Landrecht III 26 § 2.)
- Hausgut:
  - ein nobilis vir G. bei Verfügung über sein Eigen praemisit sibi particulam proprietatis, quod hantkimahili vulgo dicitur (Datierung: 925 Fundstelle: Salzburger Urkundenbuch I 125.)
  - „tradidit ... V. ... omne ... territorium, quod ibidem visus est habere, exceptis in unaquaque parte, quam celga vocamus, iugeribus tribus et uno curtili loco ad occidentalem partem, quod vulgo hantkimahili vocamus“ (Datierung: um 925 Fundstelle: Salzburger Urkundenbuch I 163.)
  - „tradidit ... Rhini [nom.] nobilissima femina ... locum S. ... excepta lege sua quod vulgus hantgimali vocat“ (Datierung: 927 Fundstelle: Salzburger Urkundenbuch I 107.)